# Tesoro di Panagjurište

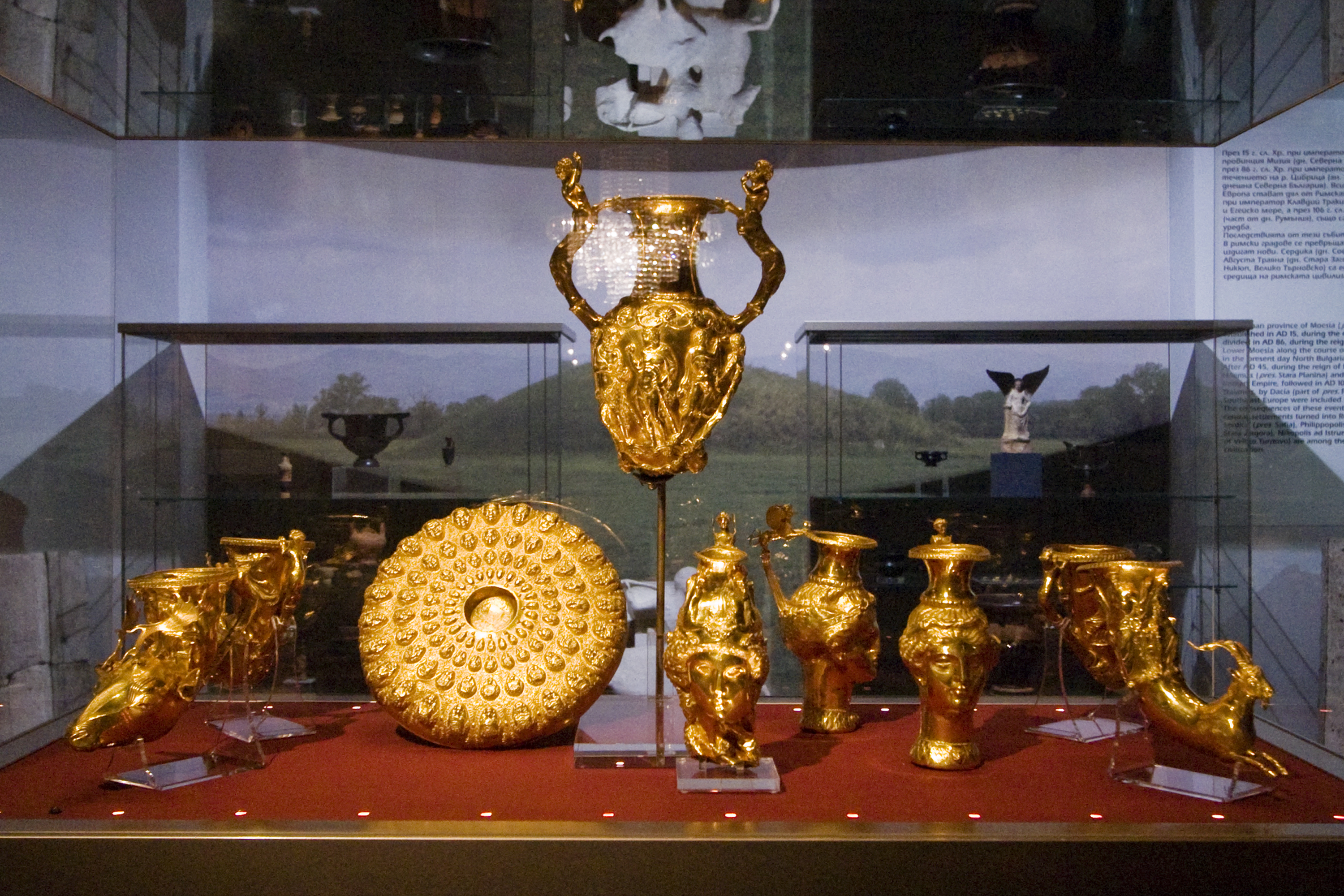
Il tesoro come è conservato nel museo di Sofia

Il tesoro di Panagjurište è un corredo tracio rinvenuto dai tre fratelli bulgari Pavel, Petko e Michail Deikovs l'8 dicembre 1949, nei pressi della cittadina di Panagjurište, nella Bulgaria nord-occidentale.
Il tesoro consiste di sette rhyta, un'anfora ed una phiale tutti in oro a 23 carati, per un totale di 6,164 kg. Probabilmente vennero eseguiti da artisti traci nei pressi di Lampsaco, dal momento che sulla phiale c'è una misura usata in quella città, e risalirebbero al IV-III secolo a.C. Vista la fattura, probabilmente appartennero ad un re odrisio, forse a Seute III.
Il tesoro è uno dei massimi esempi di oreficeria tracia e probabilmente venne sepolto all'arrivo dei Celti, nei primi decenni del III secolo a.C. La lavorazione è una combinazione di stile greco e tracio, e fu molto probabilmente una commissione, in quanto i Greci non facevano uso di rhyta con simili caratteristiche, bensì i Traci.

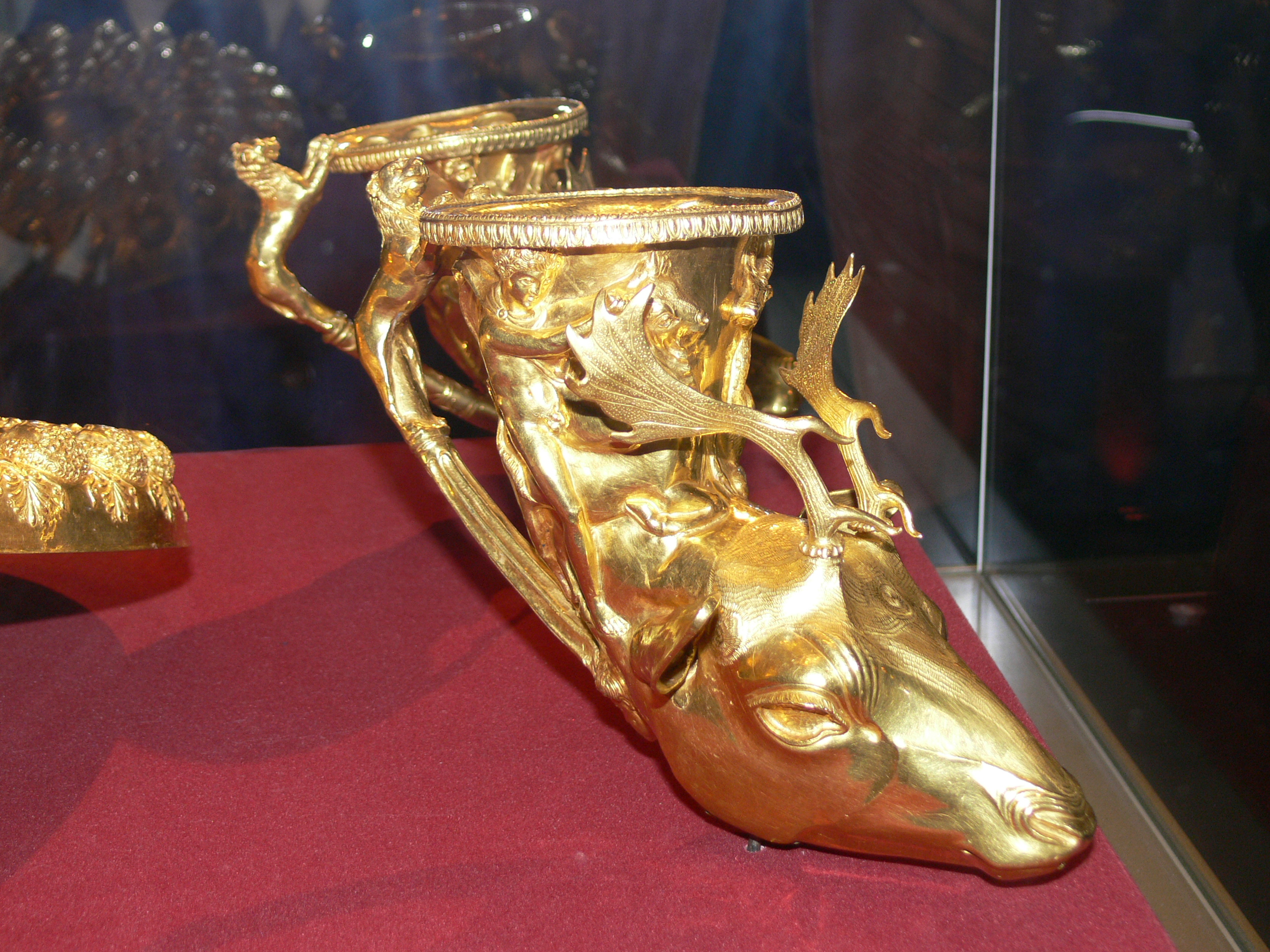
Immagine ravvicinata di un rhyton

I vari pezzi aurei sono tre rhyta (contenitori per versare liquidi, in particolare vino) a forma di teste di donna (o Amazzoni oppure le dee Era, Artemide ed Atena, con la testa elmata) con lievi differenze e manico terminante in sfinge, alti 20,5, 21,5 e 22,5 cm, per un diametro massimo di 12,5, 13,5, 10,5 cm e pesanti rispettivamente 387, 461 e 467 grammi; ci sono altri quattro rhyta (in questo caso con la funzione di recipienti per bere): due a forma di testa di cervo (alti 12,5 cm e pesanti 689 grammi circa), uno di testa di ariete (alto 12,5 cm e pesante 505 grammi) ed uno, senza manico, di corpo di capra (alto 14 cm e pesante 440 grammi). La phiale (un grande recipiente di uso cerimoniale) ha un diametro di 25 cm, pesa 845 grammi ed ha quattro cerchi di 24 figure ciascuno: gli ultimi tre composti da teste di etiopi e quello interno composto da ghiande; al centro vi è un umbone ed è recato il valore dell'oggetto: 200 stateri, ½ dracma e 1 obolo di Lampsaco. L'anfora ha un'altezza di 29 cm per un peso di 1,69 kg, e raffigura una scena di battaglia; i due manici sono a forma di centauri.
Quando non è esposto in mostre all'estero, il tesoro si trova nel Museo di storia nazionale di Sofia; in precedenza era conservato a Plovdiv.

## Dettaglio dei reperti
Rhyton a testa di daino con scene delle gesta eroiche di Ercole e Teseo.
(# di inventario 3198, Museo di Plovdiv, 689 g, 13 cm di altezza)
La parte superiore del manico è in foggia di leone che appoggia le zampe anteriori sul bordo della bocca del vaso, cesellata con una banda di piccoli scudi; la parte inferiore termina con un volto femminile. Lo stelo è scanalato verticalmente
Ercole è rappresentato con la pelle del Leone Nemeo sulle spalle (ucciso nella prima delle “dodici fatiche”) mentre lotta con la cerva Cerinea dalle corna d'oro (catturata della quarta delle sue “fatiche”), mandata da Artemide per punire il popolo dell'Arcadia. Inseguendo l'animale, l'eroe attraversò la Tracia e giunse sino alla terra degli Iperborei, alle sorgenti del fiume Istros (Danubio).Teseo è rappresentato con una clamys sventolante e con al fianco la sua spada, mentre lotta con il toro di Maratona.

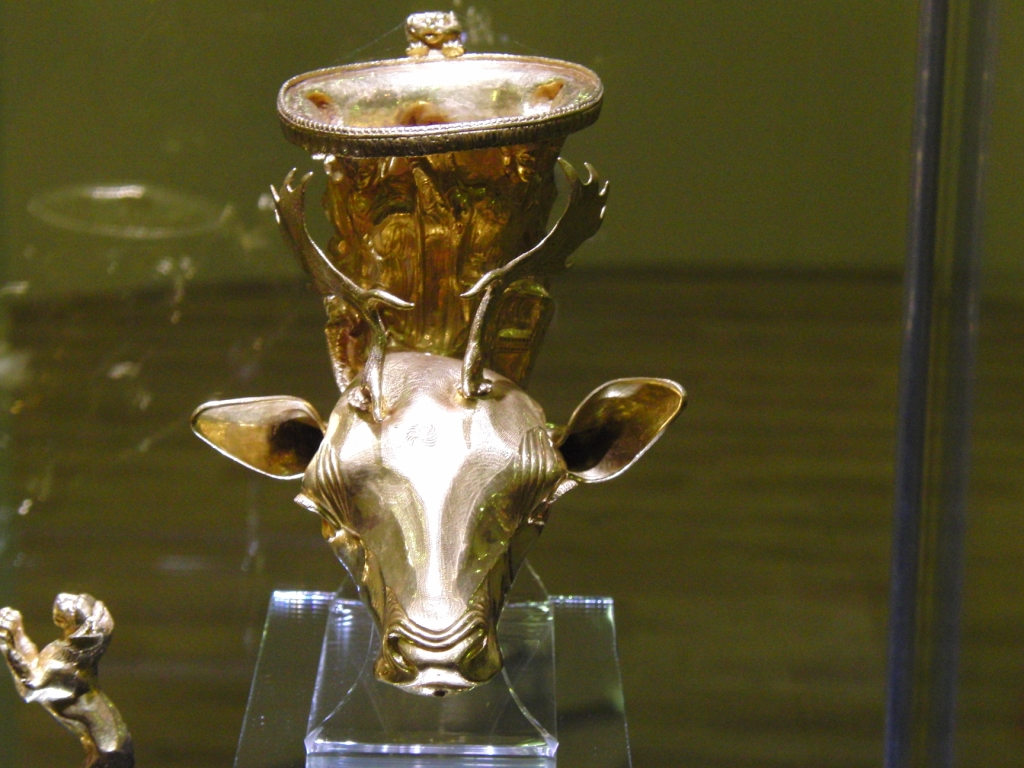
Rhyton a testa di daino con scene delle gesta eroiche di Ercole e Teseo

Rhyton a testa di cervo con la scena del Giudizio di Paride.
(# di inventario 3197, Museo di Plovdiv, 674,6 g, 13,5 cm di altezza)
La forma complessiva è simile al rhyton 3198, ma con differenze importanti.
Lo stelo del manico è cesellato in sei timpani decorati con modanature convesso-concave (cyma reversa). Il collo della testa di donna alla base del manico si fonde con la gola dell'animale. I dettagli sono eseguiti con estrema precisione; le corna e le orecchie del cervo sono state modellate separatamente e poi saldate.
La scena è composta da Hera, seduta sul trono decorato in postura regale, in posizione centrale, Atena, con elmo e scudo e Afrodite con un elegante himation ricamato a motivi triangolari puntati, siedono ai due lati. Entrambe portano collane con pendente centrale. Paride (Alexander è il nome scritto a sinistra della testa), vestito come un pastore, siede su una roccia e tiene nella mano sinistra il bastone, il braccio destro alzato per proclamare il verdetto. Le dee fissano Paride nell'attesa del giudizio su chi di loro è la più bella. I nomi delle dee sono scritti con lettere puntate a lato del capo.

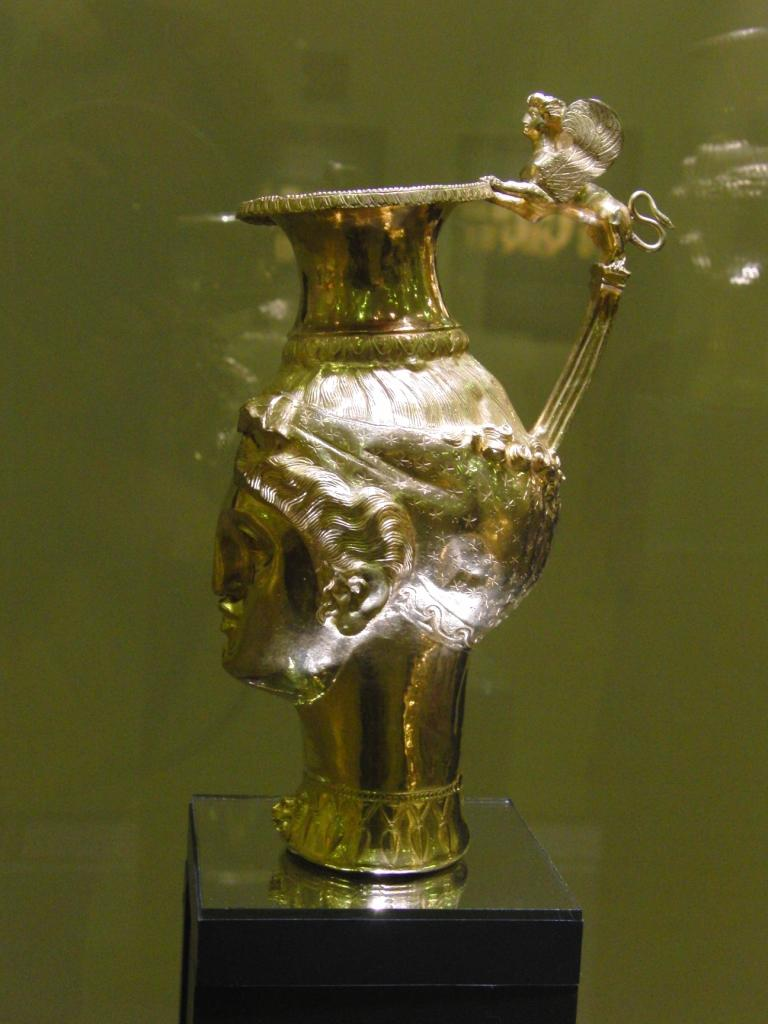
Brocca rhytonizzata in foggia della dea Hera

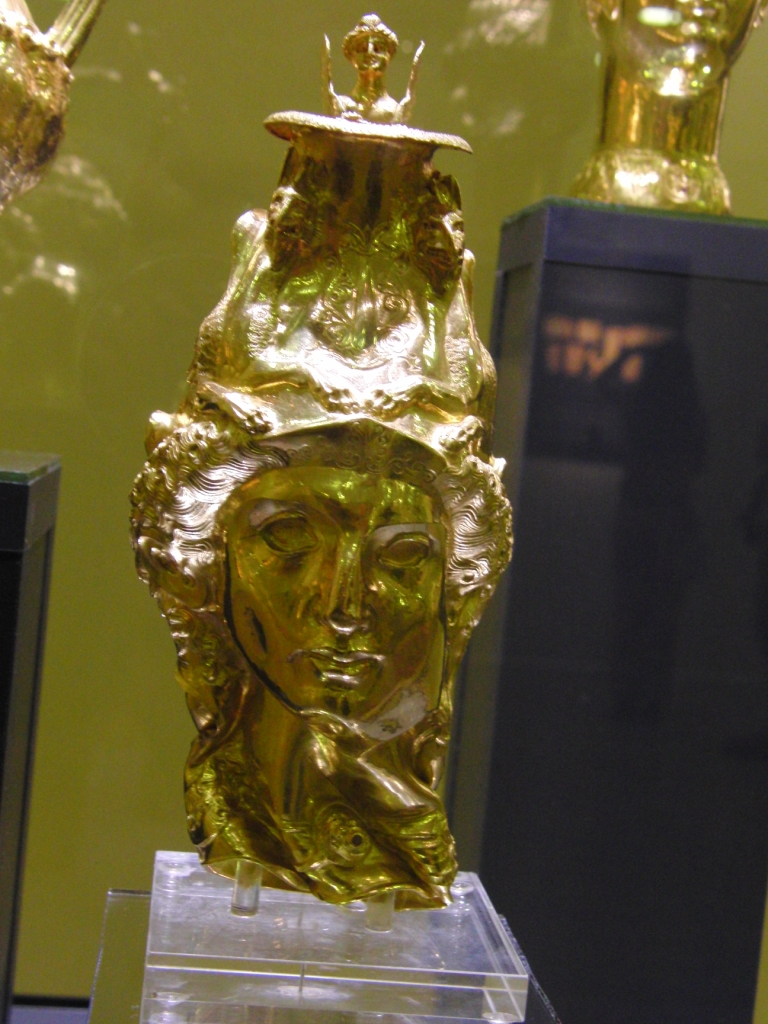
Brocca rhytonizzata in foggia della testa della dea Atena

Brocca rhytonizzata in forma della testa della dea Hera
(# di inventario 3200, Museo di Plovdiv, 460,75 g, 21,5 cm di altezza)
Il boccale fa parte dello stesso set dei due rhyton precedenti, ma lo stile lo fa porre come opera di un diverso orafo. Il manico ha sezione rettangolare ed è sormontato da una sfinge dotata di ali finemente cesellate che indossa collana e orecchini. Il collo della dea porta una collana con pendenti a goccia e un elemento centrale in foggia di testa di leone con la bocca forata, per consentire la mescita del vino. I capelli sono pettinati all'indietro e fasciati da un fazzoletto (kekriphalos) annodato sulla fronte, ricamato con motivi triangolari puntati e stelle a cinque, sei e sette raggi e un motivo ondulato ad onde marine alla base. Sul lobo dell'orecchio sinistro è chiaramente visibile il segno in rilievo di un foro, ma non ci sono orecchini. 
Il volto è rimasto parzialmente schiacciato durante il recupero.
Brocca rhytonizzata in forma della testa della dea Atena
(# di inventario 3202, Museo di Plovdiv, 387,3 g, 20,5 cm di altezza)
La dea indossa un elmo in foggia di tiara riccamente decorato con due grifoni e due gruppi complessi di palmette in posizione centrale, in mezzo alla fronte. Anche in questo boccale il manico ha sezione rettangolare e la sfinge è praticamente identica a quella di Hera. La collana reca un pendente con foro centrale per la mescita. Gli occhi appaiono cavi, e si può solo apprezzare il profilo dell'iride, dal momento che il materiale usato per la costruzione (probabilmente pasta vetrosa) non si è conservato. È da notare come tra le decorazioni della tomba del re Odriso Seuthes III (scoperta nella regione di Kazanlăk, nella cosiddetta “Valle dei Re”), appaia una rappresentazione di Atena molto simile a questa; la somiglianza ha fatto supporre che il tesoro appartenesse a questo sovrano.
Il volto e la base sono rimasti parzialmente schiacciati durante il recupero.

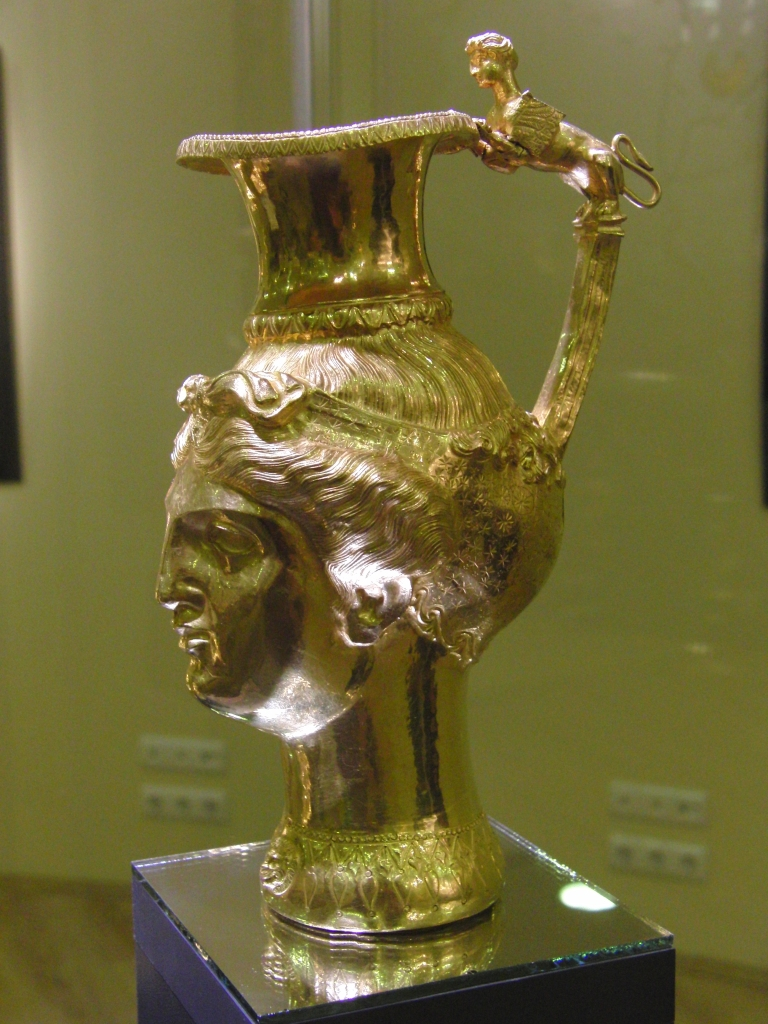
Brocca rhytonizzata in forma della testa della dea Afrodite 
(# di inventario 3201, Museo di Plovdiv, 466,3 g, 21,5 cm di altezza)
È complessivamente molto simile al rhyton di Hera, ma realizzato con dettagli diversi. Il fazzoletto che lega i capelli (kekryphalos) è molto più decorato con gruppi di punti e stelle a sei, sette, otto, dieci e undici raggi, in alcuni punti inscritte in una circonferenza di punti; anche in questo caso presenta un motivo ondulato ad onde marine alla base. Decorazioni praticamente identiche sono state osservate sulla tiara d'oro reperita nella tomba di una principessa Tracia della tribù dei Tribali (tumulo di Mogilanska presso Vraza) datata al IV secolo a.C. La collana presenta due ordini di pendenti alternati di lunghezza diversa, i più piccoli a forma di cuore, i più grandi di goccia rovesciata. Il pendente centrale forato per la mescita è anche in questo caso, a foggia di testa di leone, ma il profilo della bocca sembra accennare ad un sorriso. Le ali della sfinge sono parzialmente spezzate nella parte superiore, ma è l'unico danno riportato durante il recupero.
Phiale decorato con volti di fattezze etiopi.
(# di inventario 3204, Museo di Plovdiv, 844,7 g, 25 cm di diametro)
Presenta un centro concavo (onfalos), saldato al vaso con un anello d'oro circondato da cinque corone di decorazioni di grandezza crescente. All'interno dell'onfalos c'è una scritta reca il nome della città di Lapsakos, probabilmente la città dove venne cesellato. La prima corona è costituita da dodici rosette, la seconda da 24 ghiande, le successive da 24 teste con tratti etiopi, di grandezza crescente, tutte intercalate da decori a palmette. Il bordo è introflesso, rendendo l'uso del vaso per bere direttamente piuttosto difficile. Secondo i greci, il termine etiopi indicava gli abitanti della parte più meridionale del mondo conosciuto (oikoumene), identificabile come Nord Africa. Nei pressi di Nesebar è stato rinvenuto un frammento di un vaso a figure nere rappresentante la testa di un etiope. La presenza di etiopi in Tracia non deve stupire. Nel poema epico Etiopide, che racconta le vicende della guerra di Troia tra la morte di Ettore e la disputa per le armi di Achille tra Aiace Telamonio e Odisseo, si narra di un contingente di guerrieri etiopi guidati da Memnone, giunti in soccorso dei troiani. Il poema (perduto e noto solo per riassunti posteriori) si stima sia stato composto nel VII secolo a.C.

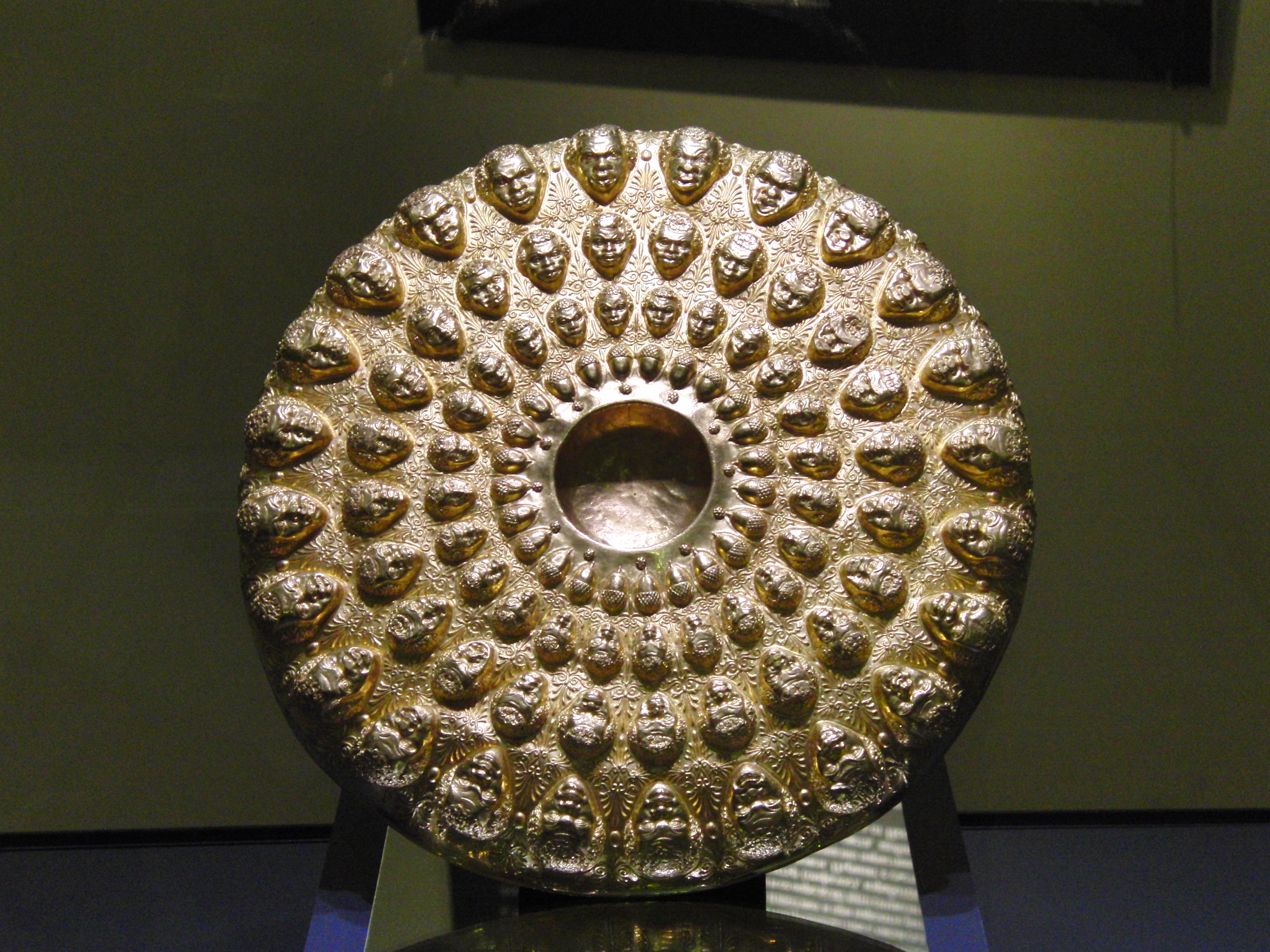
Phiale decorato con volti di fattezze etiopi

Anfora rhytonizzata con manici in foggia di centauri 
(# di inventario 3203, Museo di Plovdiv, 1695,25 g, 29 cm di altezza)

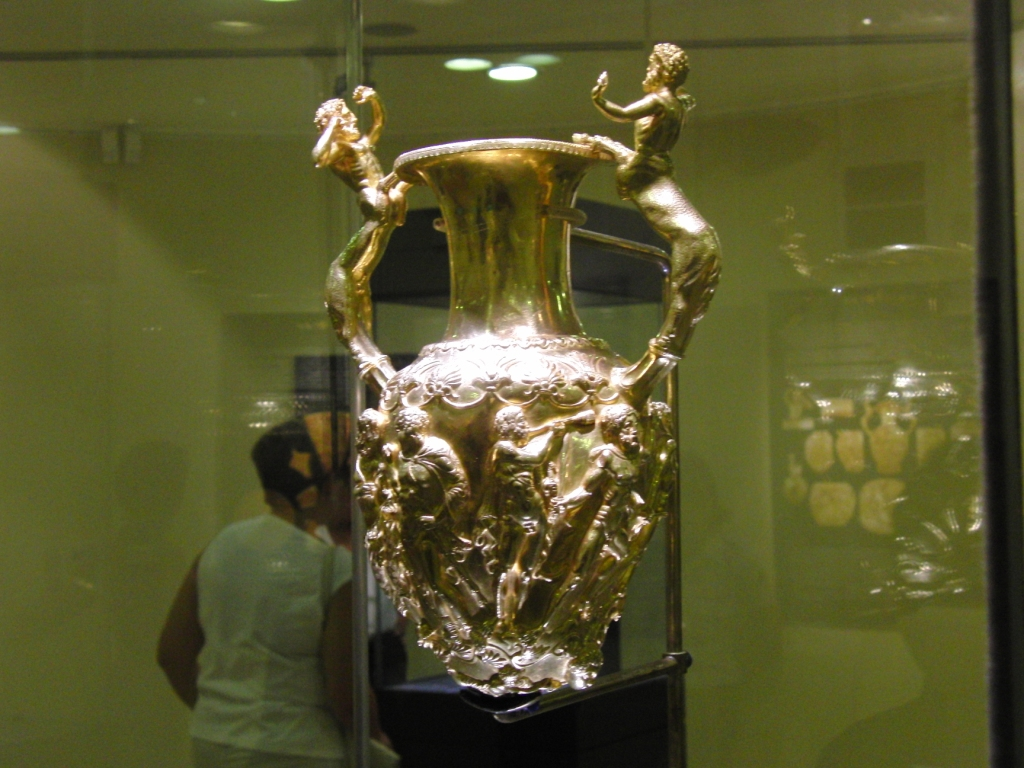
Anfora ritonizzata con manici in foggia di centauri

È il vaso più spettacolare del tesoro e non solo per il suo peso. L'intera superficie del corpo ovoidale è decorata da sette figure maschili tra due bande di motivi floreali. Il collo del vaso, più affusolato, è stato saldato separatamente e la saldatura coperta con una cyma Ionica (modanatura convessa); termina con un bordo estroflesso.  I manici rappresentano due centauri con le braccia nella posizione di tendere l'arco. Un rhyton d'argento con manici in foggia di centauri è stato ritrovato vicino al villaggio di Topolchane, Sliven, nel 2007.
Il corpo dell'anfora è completamente decorato con una scena costituita da sette figure.
La prima figura è quella di un vecchio barbuto che esamina il fegato di un animale per predire il futuro ed è guardato, alla sua sinistra, da un giovane che indossa un mantello allacciato sul petto (chlamys), una corta spada ricurva (sica supina) e ha la mano sinistra su di un bastone. È la figura centrale ed è la sola ad essere rappresentata con le calzature; queste sono stivaletti bassi senza risvolto che salgono poco sopra la caviglia e serrati da un laccio (endromides, letteralmente “da corsa”), tipiche calzature di Traci e Sciti. Esichio di Alessandria nel suo immenso Glossario (Γλώσσαι) le definisce come “calzature adatte agli atleti”; Polluce conferma l'etimologia e aggiunge che sono quelle più spesso calzate da Artemide, riprendendo un passo di Callimaco di Cirene che fa dire alla dea” Voglio dei servi che si prendano cura delle mie endromides e dei miei veloci cani”. Alla sua sinistra, girato di spalle, un araldo suona il corno per chiamare quattro guerrieri all'attacco. Uno di questi è di fronte ad una porta e, spada in pugno, sta spingendo uno dei battenti, nello spazio tra i battenti si vedono le mani e la testa di un vecchio barbuto e disarmato.
Vi sono diverse ipotesi sul significato della scena: la più diffusa è che rappresenti il mito dei “Sette contro Tebe”, tragedia di Eschilo del ciclo tebano. La parte inferiore dell'anfora reca il bassorilievo di un Sileno barbuto che reca in una mano un flauto a due canne e nell'altra una coppa (cantaros) che si spinge sino ad uno delle due simmetriche bocche di mescita, costituite dalle teste di due etiopi. Sull'altro lato del fondo dell'anfora è rappresentato il giovane Ercole che strangola i serpenti inviati da Hera.

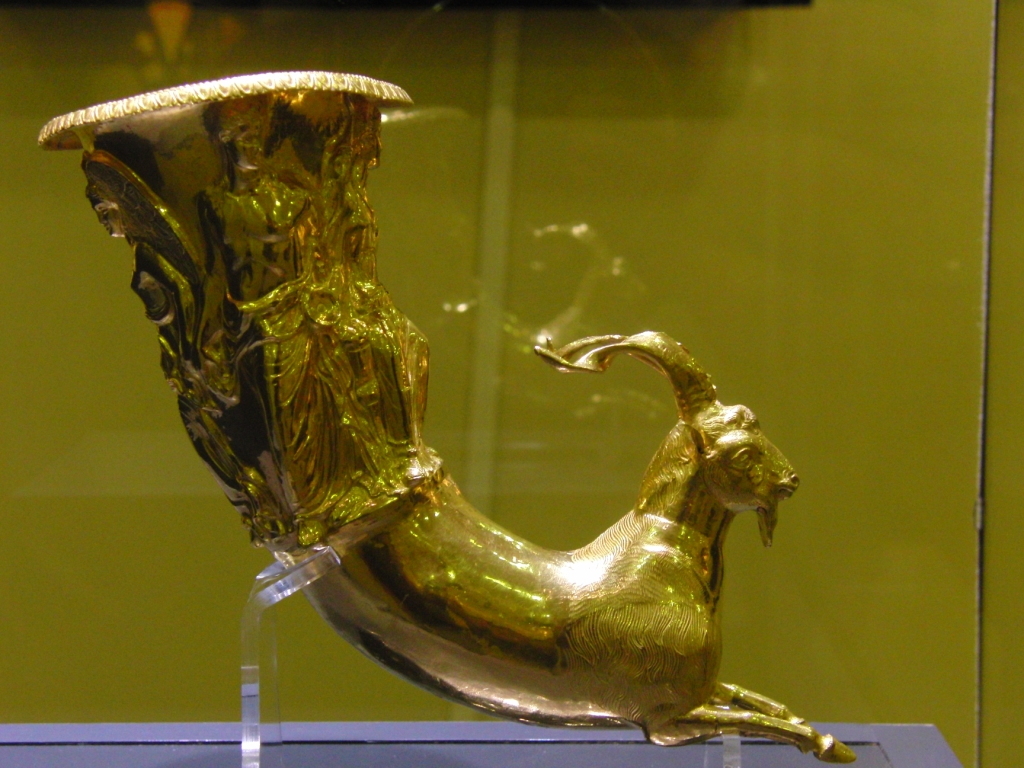
Rhyton con protome di capro
(# di inventario 3196, Museo di Plovdiv, 439,05 g, 14 cm di altezza)
Questo rhyton differisce da quelli della collezione in quanto non ha il manico e oltre la metà del corpo dell'animale è liscio e privo di decorazioni. L'ugello di mescita è tronco conico; le decorazioni della bocca del vaso sono molto simili a quelle delle brocche ritonizzate. Lo stile delle figure e le scritte dei nomi dei personaggi sono anch'esse dello stesso tipo ma, diversamente dal rhyton con il giudizio di Paride, il nome di Hera finisce con E invece che con A. La testa dell'animale con parte del collo, le corna, le orecchie e la parte anteriore delle zampe sono state cesellate separatamente. Diversamente dagli altri rhyta, gli occhi sono modellati nell'oro, con bulbi oculari e pupille concave.
Hera è al centro della scena, seduta su di un trono, con i piedi appoggiati su di uno sgabello. Con la mano destra mesce una libagione da un fiale, mentre con l'altra mano solleva il bordo del velo che le copre il capo. Gli dei gemelli Apollo e Artemide, con i loro archi stretti nelle mani sinistre siedono ai lati di Hera. Sulla parte posteriore è rappresentata Nike alata, la dea della vittoria; porta i capelli raccolti in un'alta crocchia. Indossa una tunica legata dietro al collo con un nastro che si incrocia in mezzo al seno, dove è fissato con un medaglione rotondo centrato da un disco in rilievo. Hera e Artemide portano chitoni ionici con doppia cinta, ma solo quello di Hera è decorato con motivi a stelle e punti.

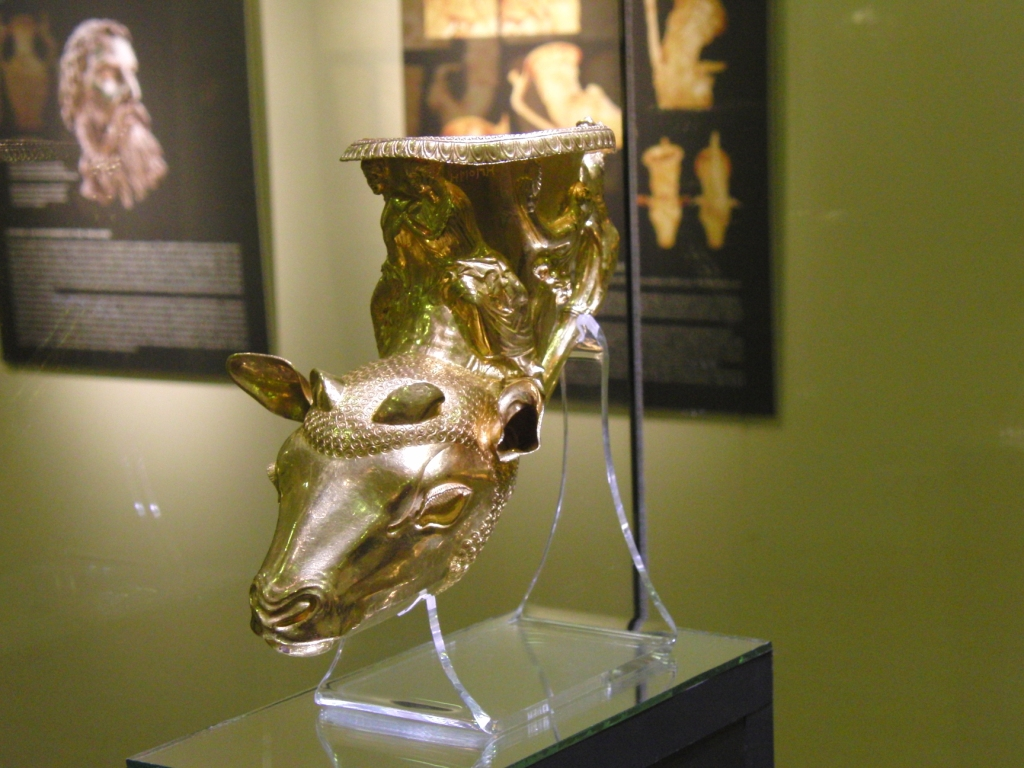
Rhyton in foggia di testa di capretto con scena Dionisiaca 
(# di inventario 3199, Museo di Plovdiv, 505,05 g, 12,5 cm di altezza)
Questo rhyton ha molte delle caratteristiche simili a quello a testa di cervo. Il capretto è rappresentato con tratti anatomici molto realistici; il profilo della sclera sinistra è inciso più profondamente di quello destro. I riccioli di pelo sono rappresentati con due piccoli cerchi concentrici. Il giovane Dioniso è seduto al centro della scena. I capelli, lunghi fino alle spalle, sono cinti da una ghirlanda d'edera. La parte inferiore del corpo è coperta da un imation. Nella mano destra tiene un tirso (il bastone con intrecciati pampini ed edera); la mano sinistra è appoggiata sulla spalla di una giovane che gli cinge la vita con il braccio; entrambi portano calzature basse allacciate simili a quelle dell'affresco della volta della Tomba trace di Kazanlak. A due lati sono due menadi che reggono un tirso e un timpano, in posa estatica danzante. I nomi a lato delle teste delle figure sono Dioniso ed Eriope; quest'ultimo è un appellativo di Arianna, abbandonata da Teseo sull'isola di Naxos, dove divenne la sposa di Dioniso. Il nome potrebbe essere una variante di Erigone, figlia di Icaro, di cui si innamorò Dioniso. Come ringraziamento per l'ospitalità data a Dioniso, Icaro ricevette in dono la vite e divenne il primo uomo a produrre vino in Attica. Il culto di Dioniso è molto probabilmente di origine Trace.